# برزو مجيد
برزو مجيد عبد الله (بالكردية:  برزۆ مه‌جید عه‌بدوڵا)‏ هو سياسي عراقي كردي من أهالي محافظة أربيل وهو رئيس كتلة حركة التغيير الكردية في برلمان إقليم كوردستان العراق.

## نُبذة
من مواليد مدينة أربيل بتاريخ (5-3-1978 م)، وحاصل على شهادة البكلوريوس في اللغة الإنكليزية من جامعة صلاح الدين وهو عضو في لجنة الداخلية والأمن والمجالس المحلية وعضو لجنة النزاهة.